# Backanismalmätare
Backanismalmätare, Eupithecia pimpinellata, är en fjärilsart som beskrevs av Jacob Hübner 1813. Backanismalmätare ingår i släktet Eupithecia och familjen mätare, Geometridae. En underart finns listad i Catalogue of Life, Eupithecia pimpinellata variata Schwingenschuss, 1935.